# Svenska mästerskapen i jujutsu 2007
Svenska mästerskapen i ju-jutsu 2007 avgjordes i Värnamo den 28 april 2007.
Arrangerande förening var Värnamo ju-jutsuklubb.

## Resultat
| Placering | Namn            | Klubb      |
| --------- | --------------- | ---------- |
| Guld      | Linda Lindström | Nacka Dojo |

| Placering | Namn                     | Klubb    |
| --------- | ------------------------ | -------- |
| Guld      | Jessica Tanzilli Jansson | Gävle JJ |

| Placering | Namn         | Klubb    |
| --------- | ------------ | -------- |
| Guld      | Jonas Rosell | Gävle JJ |

| Placering | Namn         | Klubb    |
| --------- | ------------ | -------- |
| Guld      | Henrik Svahn | IKSU SJJ |

| Placering | Namn          | Klubb    |
| --------- | ------------- | -------- |
| Guld      | Johan Ingholt | Nybro KC |

| Placering | Namn         | Klubb      |
| --------- | ------------ | ---------- |
| Guld      | Marcus Abler | Nacka Dojo |

| Placering | Namn            | Klubb      |
| --------- | --------------- | ---------- |
| Guld      | Robin Holmqvist | Nacka Dojo |